# 자녀
자녀(子女)란 부모에 반대되는 개념으로 아들과 딸을 말한다. 계자녀의 경우 보통 계자녀를 제외한 친자녀와 양자녀를 말한다.
자녀가 두 명 이상인 경우에는 아들과 딸이 있는 경우 오누이, 딸과 딸은 자매, 아들과 아들의 경우는 형제라고 부른다.